# Islandský kůň
Islandský kůň (Islandský pony) je odolné plemeno vyšlechtěné na ostrově Island. Vzniklo díky norským přistěhovalcům, kteří na ostrov přivezli norské poníky, postupem času se na ostrov začali převážet i koně ze Skotska a Irska, ze zdlouhavého křížení se nakonec zformovalo nové plemeno. Na Islandu je od roku 930 zakázaný chov jiných plemen, aby se zachovala čistota islandského ponyho.
Jeho přesný genetický původ je nejasný, ale patrně se odvozuje od norského fjordového koně s příměsí poníků ze Shetland a Irska.

## Charakteristika
I přes svou malou kohoutkovou výšku 130 – 145 cm je řazen mezi koně, nikoliv mezi poníky. Hlava islandského koně má velmi hrubé rysy. Krk je poměrně malý a krátký. Hřbet koně je dlouhý, hrudník vždy hluboký. Islandský kůň má krátké nohy, které mají ale silné klouby a pevná kopyta. Hřívu mají tito koně hustou a tvrdou.
Ačkoli islanďan nepůsobí nijak ušlechtile, má perfektní stavbu těla, která mu umožňuje nošení těžkých nákladů na dlouhé vzdálenosti. Je schopen bez problémů nosit dospělého člověka. Jako jedni z mála plemen jsou schopni se dožít až 30 let.
U tohoto plemene je povoleno 15 typů barev a kombinací, včetně strakáčů pibalda a skewbalda. Nejčastějším zbarvením je ryzák s hřívou a ohonem v barvě lnu.

Islandský kůň má dobráckou povahu, je skvělý i do rodin s dětmi. Má rád lidi a většinu zvířat jako psi, kočky.

## Využití
Islandský kůň je skoro všestranné plemeno, vyniká svými pěti chody – krok, klus, cval a dva typy mimochodů: rychlý skeid a pomalejší tölt. 

Tento kůň vyniká velkou silou v zápřahu i jezdeckými schopnostmi pod sedlem. V hlavním městě Reykjavíku se běhají největší rovinové klusácké dostihy pod sedlem. Vhodný na pony závody a vyjížďky v přírodě. 